# Voz antipasiva
La voz antipasiva es un tipo de voz gramatical que o bien no incluye el objeto o bien incluye el objeto en un caso oblicuo. Esta construcción es análoga (en las  lenguas ergativo-absolutivas) a la voz pasiva en las lenguas nominativo-acusativas, en tanto disminuye la valencia del verbo en un argumento: el pasivo al eliminar el sujeto de la voz activa y promover el objeto de la activa a la función de sujeto de la pasiva; la antipasiva al eliminar el objeto de la construcción activa y convertir al agente de la oración transitiva en sujeto de la antipasiva. 
Ejemplo (Dyirbal; lengua australiana con morfología y sintaxis ergativa, pero con split acusativo en el sistema pronominal; en el ejemplo se ha simplificado el sistema de marcadores del nombre de un modo que no afecta al fenómeno considerado)
Activa:
ɲana (nosotros-NOM) ñurra-na (vosotros-AC) bura-n (ver-NO FUT)
"Nosotros(A) os(P) vimos"
Antipasiva:
ɲana (nosotros-NOM) bural-ɲa-ñu (ver-ANTIPAS-NO FUT) ñurra-ngu (vosotros-DAT)
"Nosotros(S) os(DAT) vimos"
La voz antipasiva es característica de las lenguas ergativas, y se da sólo excepcionalmente en lenguas nominativo-acusativas. Algunas lenguas que utilizan normalmente la voz antipasiva son las aborígenes de Australia y las indígenas de América.

## Funcionamiento de la voz antipasiva
La voz antipasiva de las lenguas ergativas con flexión puede focalizar al agente a la posición habitual del paciente, marcándolo con caso absolutivo y marcando el verbo con una marca de antipasivo. Así cuando el paciente de una acción es desconocido o no se quiere mencionar se usa la forma antipasiva del verbo y se coloca al agente en caso absolutivo.
Un ejemplo de esto son las lenguas mayas, en donde las marcas de antipasivo intrasitivizan el verbo. Por ejemplo, en tz'utujil la marca de antipasivo es -oon:
(activa)
(1) x-in-aa-ch'ey (COMPLETIVO-1ªABS-2ªERG-golpear) = "(Tú) Me golpeaste"
(antipasiva)
(2) x-at-ch'ey-oon-i = (COMPLETIVO-2ªABS-golpear-ANTIPAS-INTR) = "(Tú) Golpeaste"
En la primera de las oraciones anteriores la marca de segunda persona (-aa-) está en ergativo como corresponde normalmente a un agente, pero en la segunda la marca de segunda persona (-at-) está en absolutivo (que es la marca normalmente usada en la voz activa para marcar el paciente). Junto con estas dos formas el Tz'utujil tiene también una voz pasiva genuina cuando el agente no se conoce o no se menciona, siguiendo con la misma serie de ejemplos:
(activa)
(1) x-in-aa-ch'ey (COMPLETIVO-1ªABS-2ªERG-golpear) = "(Tú) Me golpeaste"
(pasiva)
(3) x-in-ch'e-j-y-i (COMPLETIVO-1ªABS-golpear(ch'e)-PAS-golpear(y)-INTR) = "(Yo) Fui golpeado"
En esta última oración la marca de primera persona (-in-) resulta idéntica (1), pero el agente no se expresa. La marca que permite reconocer que el verbo tiene un sentido pasivo es (-j-) infijada en el verbo.